# Дінко Шимунович
Дінко Шимунович (*Dinko Šimunović, 1 вересня 1873 —†3 серпня 1933) — хорватський поет епохи модернізму.

## Життєпис
Народився в м.Книн у 1873 році. Був сином сільського вчителя. Навчався у вчительській гімназії в Арданасі біля Задару. Після його закінчення вчителював з 1892 до 1900 року у селі Зорваце, а з 1901 до 1909 року — у селі Дікмо.
З 1905 року почав друкуватися. З 1909 до 1927 року викладав в архітектурно-художній школі у Спліті. У 1929 році перебирається до Загребу, де й помер у 1933 року.

## Творчість
Був майстром новелістики, часто зображував сільське життя. У повістях «Темна долина» (1905 рік) та «Моністо» (1914 рік) намалював картину життя відсталого далматинського села. Протиставлення патріархального села зіпсованому «культурою» капіталістичному місту дано в романі «Родина Вінчич» (1923 рік).
У романі «Чужинець» (1911 рік) створив тип декадента-індивідуаліста, що біжить від життя. У романі «Алкар» (1909 рік) вивів сміливих і сильних людей з народу, благородних нащадків гайдуків.
Творчість Шимуновича зазначено яскравою емоційністю, поетизацією природи і патріархальних відносин, впливом народного героїчного епосу, яка особливо помітна в автобіографічній повісті «Молоді дні» (1919 рік).